# Alfred Verhaeren
Pour les articles homonymes, voir Verhaeren.
Alfred Verhaeren, né le 8 octobre 1849 à Bruxelles, et mort le 10 février 1924 à Ixelles, est un peintre belge connu pour ses portraits, ses scènes d'intérieur, ses peintures architecturales et ses natures mortes. Il participe à la deuxième vague du réalisme belge et est ensuite influencé par l'impressionnisme.

## Biographie
Alfred Verhaeren naît le 8 octobre 1849 à Bruxelles,.
Il est le cousin du poète Émile Verhaeren. Il étudie à l'Académie Royale des Beaux-Arts de Bruxelles sous la direction de Jean-François Portaels et de Louis Dubois. Il étudie les natures mortes des anciens maîtres pour perfectionner sa technique.

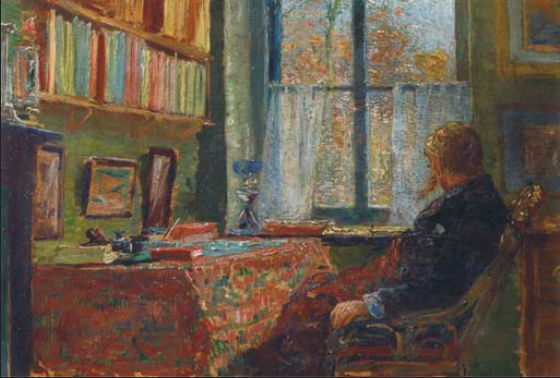
Lost in thoughts

Alfred Verhaeren est membre du groupe d'artistes appelé La Chrysalide,|fondé à Bruxelles en 1875 et auquel appartient des artistes tels que James Ensor, Constantin Meunier et Frans Van Leemputten. Chrysalide organise sa première exposition en 1876 et la dernière en 1881,. Verhaeren reste indépendant pendant un certain temps jusqu'à ce qu'il rejoigne le Cercle Pour l'Art. Il rejoint ensuite une association pour jeunes artistes, qui reçoit le nom néerlandais de Voorwaarts ("Forward") en 1885. Les cofondateurs sont Franz Meerts et Louis Baretta. Sa devise est : Hooger is ons doel ("Plus haut est notre but"). Ce qui est remarquable, c'est à la fois le nom en néerlandais de l'association et la devise en néerlandais. Parmi ses membres figurent Ernest Hoorickx, Léon Massaux, Emile Rimbout, Jan Stobbaerts, Pierre Stobbaerts, Eugène Surinx, Flori Van Acker et Camille Wauters. Plus tard, d'autres rejoignent le groupe, notamment Théodore Verstraete, Émile Claus, Adrien-Joseph Heymans, Gustave Vanaise, Victor Gilsoul, Eugène Laermans, August De Bats, Henri Ottevaere et Emile Van Doren. Le premier salon de Voorwaarts a lieu en 1885 dans la IJzerenkruistraat, au cœur de Bruxelles. En 1888, Voorwaarts expose dans les Musées royaux des Beaux-Arts de Belgique à Bruxelles.[réf. souhaitée]
En 1892 Ernest Verlant écrit dans La Jeune Belgique sur Alfred Verhaeren : « intérieurs truculents, harmonisés en rouge majeur, des paysages rugueux, brossés presque avec colère, nullement "nature", mais très impressifs, de la coloration de la plus intense et la plus saturée ».
L'association cesse d'exister en 1893.

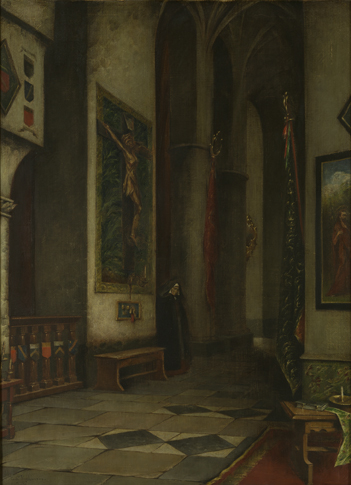
Intérieur d'une église.

Verhaeren participe à de nombreuses expositions : à Paris en 1889, à Berlin en 1891 et à la Maison des Arts de Bruxelles en 1896. À l'Exposition universelle de 1900, il remporte une médaille d'argent.
Alfred Verhaeren meurt le 10 février 1924 à Ixelles.

## Œuvre
Verhaeren est connu pour ses portraits, ses scènes d'intérieur, ses peintures architecturales et ses natures mortes. Il fait partie de la deuxième vague du réalisme belge et est ensuite influencé par l'impressionnisme.
Verhaeren utilise une technique très personnelle : ses tons intenses et brillants sont fortement empâtés tandis que la surface du tableau, légèrement écrasée, a l'aspect de l'émail.